# 162.ª División Acorazada (Israel)

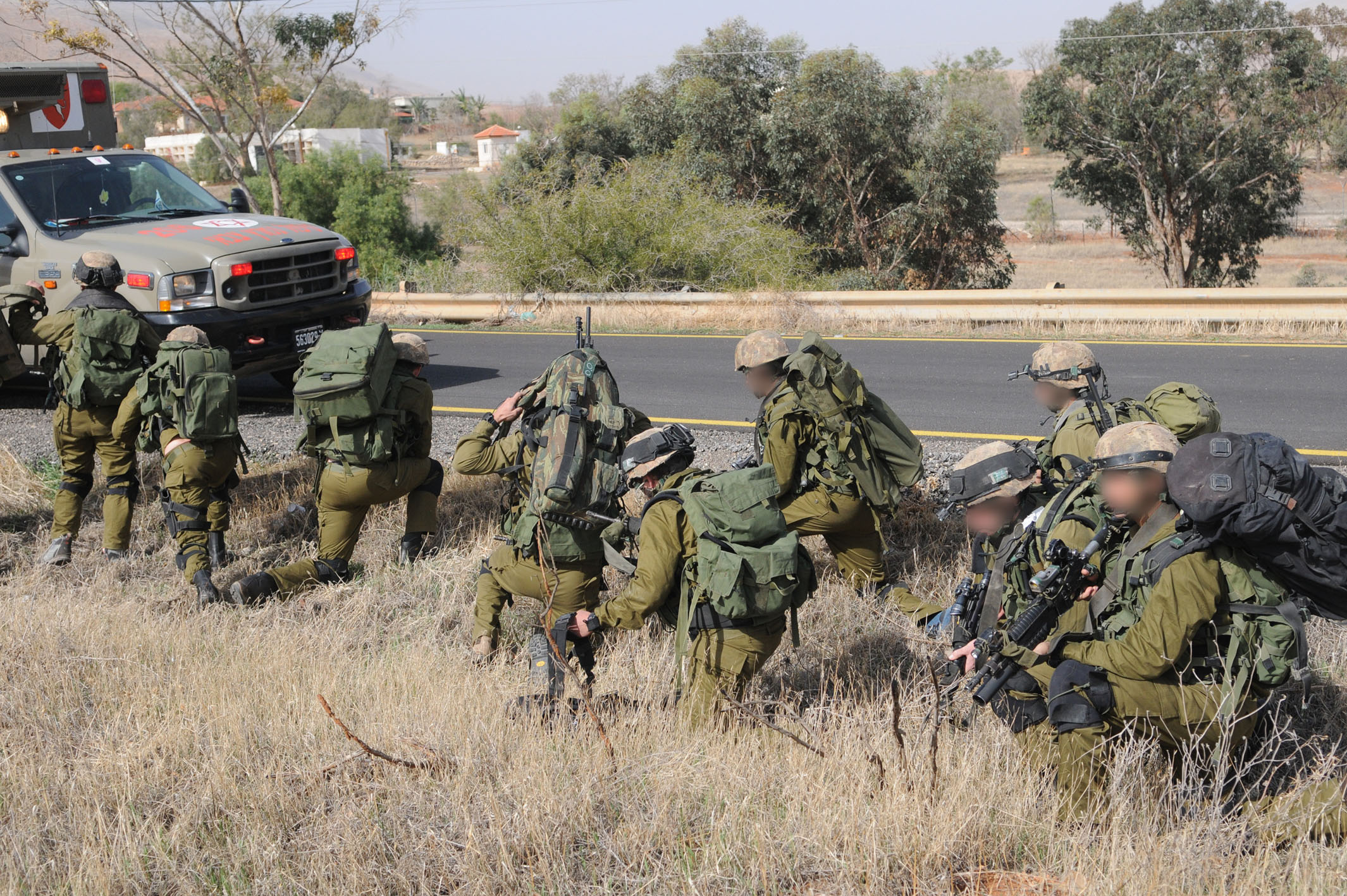
Soldados de la Brigada "Valle" en un ejercicio sorpresa

La 162° División Acorazada llamada "El Acero" (hebreo: עֻצְבַּת הַפְּלָדָה, Utzbat HaPlada), es una división acorazada de servicio regular en las Fuerzas de Defensa de Israel (FDI). Está subordinada al Mando Central. Esta unidad está dirigida por el general de brigada Moti Baruch.
Jugó un papel decisivo en el Sinaí durante la guerra de Yom Kipur de 1973, bajo Abraham Adan.
Aunque está subordinada al Mando Central, la 162° División participó en las batallas contra Hezbolá, entre julio y agosto de 2006, en el sector occidental del sur del Líbano y el norte de Bint Jbail. La Unidad alcanzó el estratégico río Litani, que separa al Líbano controlado por Hezbolá.

## Unidades

Estructura de la 162° División Acorazada

- 401° Brigada Blindada "I'kvot Ha-Barzel"/"Hierro"
- Brigada Nahal 933.° de Infantería.
- Brigada Guivati 84.° de Infantería.
- Brigada Blindada "Puño & Lanza" (en Reserva)
- 417° Brigada "Valle del Jordán" (Territorial), a veces llamada Brigada "Arie"/"León"
- 215° Brigada de Artillería "Kala David"/"Honda de David"
  - Batallón de Artillería (M109 "Doher")
  - Batallón de Artillería (M109 "Doher")
  - Compañía de Ubicación de Objetivos
- Batallón de Comunicaciones